# 로우니구

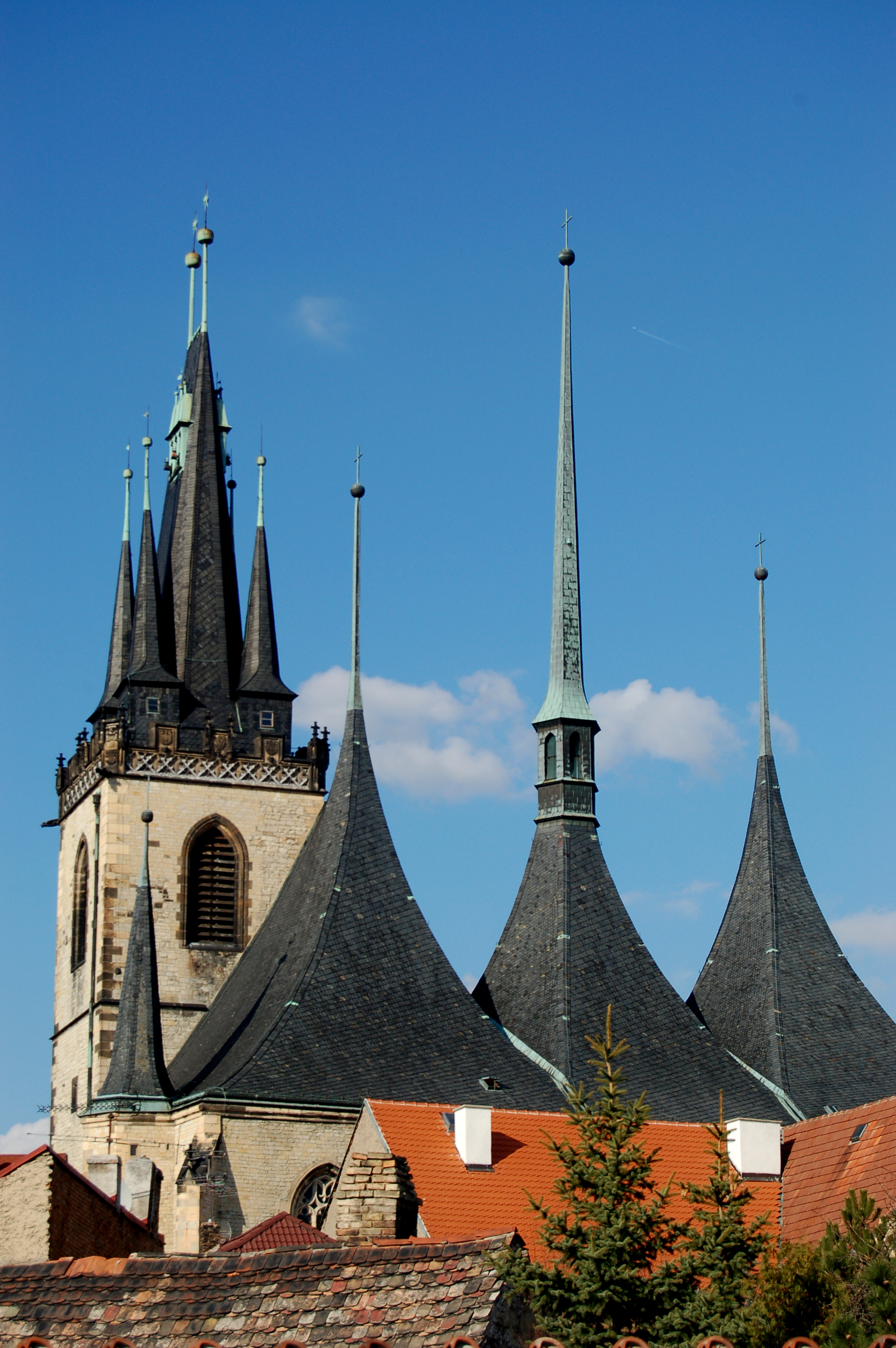
로우니구의 행정 중심지인 로우니에 위치한 성 미쿨라시 교회

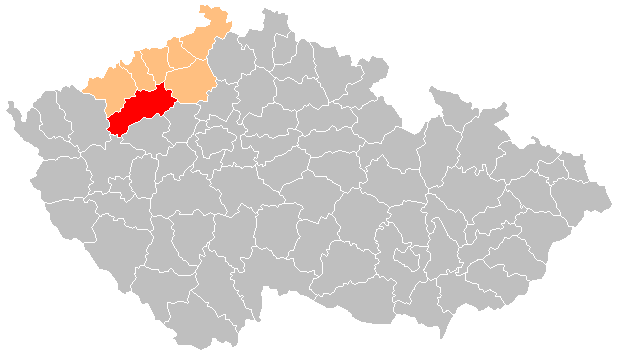
로우니구의 위치

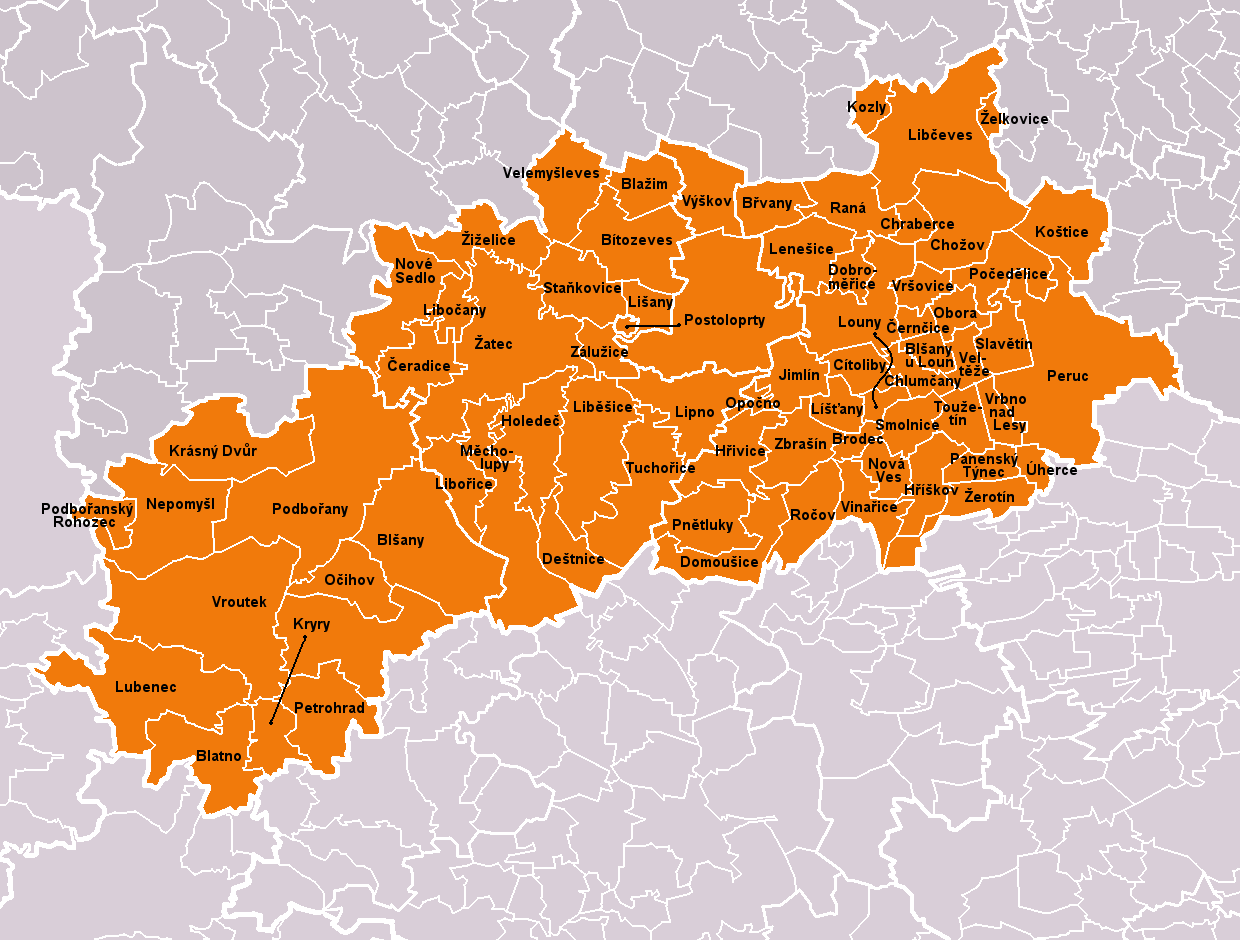
로우니구가 관할하는 지방 자치체

로우니구(체코어: Okres Louny)는 체코 우스티주를 구성하는 7개 구 가운데 하나로 행정 중심지는 로우니이며 면적은 1,117.65km2, 인구는 86,486명(2019년 1월 1일 기준), 인구 밀도는 77명/km2이다.
우스티주 남부에 위치하며 70개 지방 자치체(14개 시, 56개 마을)를 관할한다. 우스티주 호무토프구, 모스트구, 테플리체구, 리토메르지체구, 중앙보헤미아주 라코브니크구, 클라드노구, 플젠주 북플젠구, 카를로비바리주 카를로비바리구와 접한다.